# When You Tell Me That You Love Me
When You Tell Me That You Love Me är en låt av pojkbandet Westlife tillsammans med Diana Ross. Låten släpptes 2005-12-12 och är gruppens nittonde officiella singel.